# Ewa Cytowska-Siegrist
Ewa Cytowska-Siegrist (ur. 15 września 1943) – polska filolog i historyk. Doktor habilitowana historii.

## Życiorys
Ewa Cytowska uzyskała stopień doktora filologii. W latach 70. XX wieku przebywała na paroletnim stypendium w Stanach Zjednoczonych, gdzie zainteresowała się relacjami między Polską a Stanami Zjednoczonymi w czasie II wojny światowej. W 2006 roku ponownie przebywała w Stanach Zjednoczonych, gdzie m.in. zbierała materiały do monografii o stosunkach polsko-amerykańskich w latach 1939–1945.
W 2014 roku w Instytucie Historii im. Tadeusza Manteuffla Polskiej Akademii Nauk uzyskała habilitację w dziedzinie nauk humanistycznych, w dyscyplinie historii za pracę Stany Zjednoczone i Polska 1939–1945.
Była recenzentką kilku prac, m.in.:
- Documenti per la storia delle relazioni italo-polacche (1918–1940). Dokumenty dotyczące stosunków polsko-włoskich (1918–1940), Vol. I–II, oprac. Mariapina Di Simone [et al.], Rzym, 1998 (w: Studia z Dziejów Rosji i Europy Środkowo-Wschodniej, 2004, vol. XXXIX, str. 286)
- Antyczne tradycje średniowiecznej praktyki pisarskiej. Subskrypcję późnoantycznych kodeksów, rozprawa habilitacyjna Mieczysława Mejora, 2001.

## Ważniejsze publikacje
- Włochy – wobec konfliktu polsko-niemieckiego, w: Więź, vol. 6, 1978, str. 74
- Polska i Włochy 1939–1940, w: Więź, vol. 9, 1978, str. 73
- Funkcje prasy w okresie okupacji, w: Kwartalnik Historii Prasy Polskiej, wyd. Zakład Narodowy im. Ossolińskich, 1980, rok 19, numer 2, strony 109–115
- Szkice z dziejów prasy pod okupacją niemiecką 1939–1945 (wyd. Państwowe Wydawnictwo Naukowe,  Warszawa – Łódź, 1986, ISBN 83-01-05965-6)
- Stany Zjednoczone i Polska 1939–1944 (wyd. Neriton, Warszawa, 2013, ISBN 978-83-7543-249-7) – monografia poświęcona problematyce polsko-amerykańskiej w czasie II wojny światowej.

## Życie rodzinne
Ewa Cytowska jest córką Zygmunta i Aliny z domu Piskorskiej (1921–2000), córki Leonarda Piskorskiego. 
Wyszła za mąż za Davida W. Siegrista. Jest również matką Tytusa Cytowskiego (ur. w 1978 roku). 
Szwagrem Aliny Cytowskiej był m.in. Edmund Burke. Ewa Cytowska odziedziczywszy kolekcję dzieł Edmunda Burkego (42 prace, głównie pastele, gwasze, rysunki i monotypie oraz ryciny o tematyce sportowej pochodzące z powojennego okresu twórczości artysty), przekazała ją Muzeum Sportu i Turystyki w Warszawie, stając się darczyńcą roku 2008 tego muzeum.